# Краковская электростанция
Краковская электростанция (пол. Elektrownia krakowska ) — промышленный памятник городского хозяйства начала XX века, находящийся в краковском историческом районе Казимеж по адресу ул. Святого Лаврентия, 25. Здание входит в туристический маршрут «Краковский путь техники».
Строительство электростанции по проекту инженера Казимежа Гайчака и архитектора Яна Жимковского началось в 1904 года и закончилось в 1905 году.
Сохранившийся до нашего времени комплекс зданий Краковской электростанции состоит из машинного зала, котельной и администрации электростанции. В 1906—1907 годах машинный зал и котельная были расширены по проекту Яна Жимковского и в 1908 году было перестроено административное здание. 1 июля 1908 года Краковская электростанция приобрела статус юридического лица в качестве муниципальной электростанции.
Дальнейшее развитие Краковской электростанции было связано с включением в состав Кракова в 1910 году населённых пунктов Дембники, Чарна-Весь, Лобзув, Кроводжа, Нова-Весь, Прондник-Червоный, Закжувек и Звежинец, что вызвало увеличение спроса на электроэнергию. В 1914 году был построен новые машинный зал, котельная и диспетчерская. В 1915 года к Кракову присоединился Подгуже, в которой находилась собственная электростанция, мощность которой была присоединена к Краковской электростанции. С 1917 года к Краковской электростанции были присоединены городские трамвайные линии.
В 1936 году по проекту Францишека Мончинского было перестроено административное здание. В 1950 году электростанция вырабатывала около 45 % потребляемой в Кракове электроэнергии (90.000 киловатт-час) и технологический пар. С 1960 года на электростанции постепенно стало уменьшаться количество добываемой электроэнергии, с 1976 года электростанция перестала добывать электроэнергию и с 1984 года — прекратилась выработка пара и тепла.
В 2006 году Краковская электростанция вошла в туристический маршрут городского хозяйства «Краковский путь техники».